# Candela estándar
En Astrofísica, el término candela  estándar se usa para referirse a las propiedades físicas de determinados objetos o procesos que tienen lugar en ellos que permiten estimar la distancia a la que se encuentran. 
Excepto para los objetos muy próximos a la Tierra (unos pocos años luz) en los que es posible determinar la distancia por procedimientos geométricos, la fuente de información en que se basa la estimación de cualquier distancia cósmica consiste en comparar la luz que se recibe de un determinado objeto con la luz que emite (su luminosidad intrínseca). Mientras que es posible determinar la primera con bastante precisión, no es posible saber la segunda a no ser a través de alguna propiedad del objeto emisor que pueda medirse y que esté relacionada con dicha luminosidad. Entre las principales candelas estándar están el período de variabilidad de determinadas estrellas, principalmente las cefeidas y las RR Lyrae, las supernovas de tipo Ia o la anchura de determinadas líneas espectrales de emisión (relación de Tully-Fisher). 
También se emplea el método de las paralajes espectroscópicas, especialmente para el ajuste de cúmulos de estrellas completas, ajustando sus posiciones en el Diagrama Hertzprung-Russell, el corte en la función de luminosidad (existe un número regular de nebulosas planetarias por intervalo de luminosidad) o la distribución Gaussiana de los cúmulos globulares (empíricamente se observa que la curva tiende a estar centrada en M = -6,6), aunque estos métodos presentan mayor incertidumbre en la determinación de la distancia.
- Datos: Q932938